# Våbensted-Engestofte Sogn
Våbensted-Engestofte Sogn er et sogn i Lolland Østre Provsti (Lolland-Falsters Stift).
I 1800-tallet var Engestofte Sogn anneks til Våbensted Sogn. Begge sogne hørte til Musse Herred i Maribo Amt. Våbensted-Engestofte sognekommune blev ved kommunalreformen i 1970 indlemmet i Sakskøbing Kommune, der ved strukturreformen i 2007 indgik i Guldborgsund Kommune.

Sognet blev dannet 1. december 2024 ved sammenlægning af Våbensted Sogn og Engestofte Sogn.
I Våbensted-Engestofte Sogn ligger Våbensted Kirke og Engestofte Kirke